# Charles de Saint-Albin
Pour les articles homonymes, voir Saint-Albin.
Louis Charles de Saint-Albin est un prélat français né à Paris le 5 avril 1698 et mort à Paris le 9 mai 1764.

## Biographie
Charles de Saint-Albin, « bâtard fort bien fait » selon Saint-Simon, était le fils illégitime du Régent de France et d’une danseuse de l’opéra, Florence Perrin (v.1660-av.1716), elle-même fille d’un cabaretier. Bien que rejeté de la famille royale par Louis XIV (son père le reconnut pourtant en juillet 1706 et le légitima en 1722), il fut poussé vers une carrière ecclésiastique sans grand enthousiasme de la part de l’intéressé qui se trouvait davantage passionné par la théologie.
Abbé de Saint-Ouen de Rouen en février 1716, bientôt archevêque de Rouen après avoir été ordonné prêtre à Saint-Cloud, le 20 septembre 1721, il fut nommé à l’évêché de Laon le 6 janvier 1721 et confirmé le 14 janvier 1722, « après M. de Clermont-Chattes [sic], […] et qui en a fait depuis grand usage, […] que les jésuites élevèrent et gouvernèrent, et n’en firent pourtant qu’un parfait ignorant. Il fit au sacre les fonctions de son siège ; mais quand il voulut se faire recevoir au parlement, il fut arrêté tout court sur ce qu’il n’avait point de nom, et ne pouvait montrer ni père ni mère. Cet embarras le fit passer à l’archevêché de Cambrai, à la mort du cardinal Dubois, avec un brevet de continuation de rang et d’honneurs d’évêque-duc de Laon […] ».
Saint-Albin fut effectivement fait duc et Pair de France le 26 avril 1722 et obtint, grâce à son père, l’archevêché de Cambrai, le 17 octobre 1723 (consécration le 20 décembre), à la mort de l'archevêque titulaire, le cardinal Dubois.
Sa grand-mère, la princesse Palatine, était très éprise de lui et dérogea ainsi au dédain que lui inspirait les bâtards de son beau-frère, Louis XIV. Le 30 octobre 1721, elle confie ainsi son capitaine des gardes : « Il m’est le plus cher puisque je le considère comme le plus sûr des bâtards de mon fils ; depuis l’enfance il s’est attaché à moi plus que les autres. Je voudrais bien que mon fils le légitime ». Saint-Simon réunira Madame et son petit-fils en relatant les circonstances qui amenèrent la duchesse d’Orléans à assister à la soutenance de la thèse du jeune abbé à la Sorbonne, le 16 février 1718 :

« M. le duc d’Orléans avait de la comédienne Florence un bâtard qu’il n’a jamais reconnu et à qui néanmoins il a fait une grande fortune dans l’Église. Il le faisait appeler l’abbé de Saint-Albin. Madame, si ennemie des bâtards et de toute bâtardise, s’était prise d’amitié pour celui-là avec tant de caprice, qu’à l’occasion d’une thèse qu’il soutint en Sorbonne, elle y donna le spectacle le plus scandaleux et le plus nouveau, et en lieu où jamais femme, si grande qu’elle pût être, n’était entrée ni ne l’avait imaginé. Telle était la suite de cette princesse. Toute la cour et la ville fut invitée à la thèse et y afflua. Conflans, premier gentilhomme de la chambre de M. le duc d’Orléans, en fit les honneurs, et tout s’y passa de ce côté-là comme si M. le duc de Chartres l’eût soutenue. Madame y alla en pompe, reçue et conduite à sa portière par le cardinal de Noailles, sa croix portée devant lui. Madame se plaça sur une estrade qu’on lui avait préparée dans un fauteuil. Les cardinaux-évêques et tout ce qui y vint de distingué se placèrent sur des sièges à dos, au lieu de fauteuils. M. [le duc] et Mme la duchesse d’Orléans furent les seuls qui n’y allèrent pas, et moi je n’y allai pas non plus. Cette singulière scène fit un grand bruit dans le monde ; jamais M. le duc d’Orléans et moi ne nous en sommes parlé. […] Jamais scandale si complet et si fou que celui de cette thèse, où le fils non reconnu d’une comédienne fut traité comme l’eût pu être […] celui de M. et de Mme la duchesse d’Orléans, Madame, qui en grande princesse ne se conduisait que par fantaisie, avait pris ce petit garçon en amitié, à peu près comme elle y prenait quelqu’un de ses chiens, et oubliait pour lui une naissance qu’elle détestait. »

Cette soutenance aboutit à la réception de Saint-Albin, le 23 décembre 1720, comme docteur en théologie à la Faculté de Paris. Un an auparavant, il avait été fait coadjuteur de l’abbaye de Saint-Martin des Champs : 

« Rome venait pourtant d’approuver, en faveur de M. le duc d’Orléans, la coadjutorerie du riche prieuré de Saint-Martin des Champs dans Paris, et qui a beaucoup de collations, pour l’abbé de Saint-Albin, bâtard non reconnu de ce prince et de la comédienne Florence. Le cardinal de Bouillon, comme abbé de Cluni, avait donné autrefois ce prieuré à l’abbé de Lyonne, fils du célèbre ministre et secrétaire d’État des affaires étrangères. Cet abbé de Lyonne, dont j’ai parlé ailleurs, était un homme de mœurs, de vie, d’obscurité, de régime même, fort extraordinaires, gouverné par un fripon que lui avaient donné les jésuites, qui s’y enrichit au trafic de ses collations et à la régie de son bien, connu du feu roi pour si scélérat, et de tout le monde, que le P. Tellier et Pontchartrain, comme on l’a vu ailleurs, échouèrent à le faire évêque, et qui l’est, depuis ceci, devenu de Boulogne. L’abbé de Lyonne fut donc tonnelé pour cette coadjutorerie qui au fond ne lui faisait aucun tort, et l’abbé d’Auvergne, comme abbé de Cluni, se fit un mérite auprès du régent, non seulement d’y consentir, mais d’y contribuer de tout son pouvoir. Il est vrai que ce prince n’eut pas plutôt les yeux fermés, que l’abbé d’Auvergne ne rougit point d’attaquer son bâtard, devenu archevêque de Cambrai, et qui, depuis deux ans, était en possession paisible du prieuré, sans réclamation quelconque, par la mort de l’abbé de Lyonne. L’abbé d’Auvergne, lors archevêque de Vienne, cria à la violence, contre la notoriété publique, intenta un procès et le perdit avec infamie. La vérité est qu’il n’y laissa point son honneur, parce qu’il y avait longues années que, de ce côté-là, il n’avait plus rien à perdre ; ce qui n’a pas empêché que le cardinal Fleury ne l’ait fait cardinal pour n’avoir point de similitude importune. »

## Iconographie
- Un seul portrait de l'archevêque est connu : il a été réalisé par Hyacinthe Rigaud en 1723 pour commémorer la nomination de Saint-Albin à l'archevêché de Cambrai. On déboursa 3 000 livres pour ce vaste portrait[15]. L'exemplaire considéré comme l'original, et orné d'une riche bordure aux armes du modèle, œuvre du célèbre décorateur Gilles-Marie Oppenord est conservé au Paul J. Getty museum of Art de Los Angeles (Inv. 88. PA.136)[16].

- Une réplique autographe se trouve au musée des Beaux-arts de Tournai[17].

- Une autre réplique, tronquée sur les côtés, est conservée au musée des Beaux-arts de Cambrai, encadrée d'une spectaculaire bordure aux armes royales et décorée de putti[18].

- D'autres exemplaires ont encore été répertoriés : une au château d’Aulteribe de Sermentizon (Puy-de-Dôme)[19] et une autre de petites dimensions, passée en vente à Paris en 2004[20].

- Un beau dessin correspondant au tableau a également récemment intégré les collections de la National Gallery of Art de Washington[21]

- La gravure officielle, en contrepartie du tableau, a été réalisée Schmidt Georg Friedrich (1712-1775) et non pas par Drevet comme l'indiquait le dessin[22] On retrouve un exemplaire de la gravure de Schmidt lors de la vente que Jean-Marc Nattier fit d’une partie de ses biens le 27 juin 1763 et ce, parmi neuf autres estampes d’après Rigaud et sans compter celles encadrées (Bossuet, Mignard, Fleury, Louis XIV, Auguste III…).

- Le buste gravé a été repris par Gilles-Edme Petit en contrepartie, en buste dans un ovale en 1743[23].

Portalis rapporte, à la suite de Crayen, les circonstances qui virent la création de l’estampe par Schmidt (et non par Pierre Drevet comme l’indique l’inscription du dessin ci-dessus) : 

« Il le mena chez l’archevêque de Cambrai, Saint-Albin, pour lui faire obtenir l’agrément de graver son portrait. Le prélat parut d’abord trouver le graveur trop jeune, mais, sur les affirmations de Rigaud, il finit par consentir. Il ne conclut point de marché avec l’artiste, et pour lui faire voir combien la recommandation de Rigaud lui donnait bonne idée de ses talents, il l’assura que sa reconnaissance serait proportionnée aux soins qu’il mettrait à son travail. Schmidt eut tout lieu de se louer de la générosité du prélat, car lorsqu’il lui apporta la première épreuve de son portrait, il en reçut 3 000 livres et une tabatière d’or. Schmidt garda la planche pour lui et en tira un profit considérable »

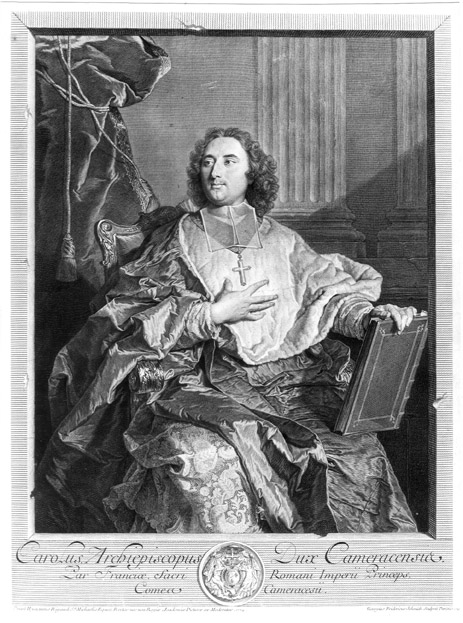
Saint-Albin par Schmidt d'après Rigaud - 1741
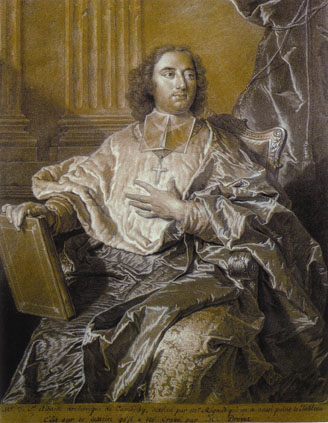
Saint-Albin - dessin

## Blason
D'azur à trois fleurs de lis d'or au lambel d'argent à trois pendants et au bâton d'argent, péri en barre.